# University of California, Irvine

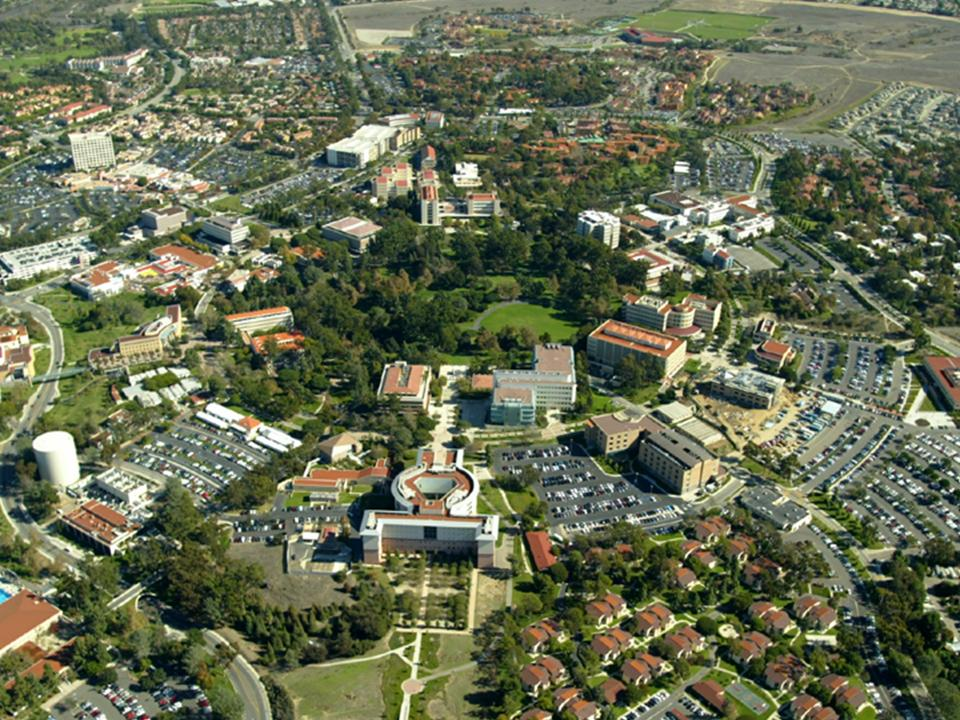
Campus der UC Irvine

Die University of California, Irvine (auch bekannt als UCI oder UC Irvine) wurde 1965 gegründet und gehört zur University of California (UC), einem System staatlicher Universitäten im US-Bundesstaat Kalifornien. Der Campus der Universität befindet sich in Irvine, 60 Kilometer südöstlich von Los Angeles. An der Universität waren 2019 über 35.000 Studenten eingeschrieben. Die Hochschule ist das jüngste Mitglied der Association of American Universities, eines seit 1900 bestehenden Verbunds führender forschungsintensiver nordamerikanischer Universitäten, und wird zur Gruppe der Public Ivy gezählt, also jener staatlichen Hochschulen in den USA, die mit privaten Einrichtungen wie Princeton, Yale und Harvard, der so genannten Ivy League, konkurrieren können.

## Campus
Als erster Campus der Vereinigten Staaten wird hier auf eine Elektrobus-Flotte umgestellt. Der Anteater Express Shuttle Service hat 20 Elektrobusse bestellt. Diese werden von BYD auf der kalifornischen Anlage in Lancaster gebaut. Die ersten Busse sollten 2018 ausgeliefert werden.

## Geschichte
Die UC Irvine wurde nach der Irvine Company benannt, die 1959 der University of California 4 km² Land gespendet und weitere 2 km² verkauft hat. Zusammen haben die UC und die Irvine Company eine Stadt rund um den Campus geplant, die 1971 schließlich die Stadt Irvine begründete.
Da die Universität sich rasch als sehr erfolgreich darin erwies, private Gelder einzuwerben, übersteigt der auf Stiftungsgeld beruhende Teil des Budgets den staatlichen heute um ein Mehrfaches. Dies trägt wesentlich dazu bei, dass die Hochschule den Ruf einer Elite-Einrichtung genießt.

## Studenten
Im Jahr 2006 waren insgesamt 25.230 Studenten eingeschrieben, davon etwa die Hälfte Frauen.
Damalige Gliederung nach ethnischer Herkunft:
Amerikanische Studenten
- Asiatischen Ursprungs 11.211 (44,4 %)
  - China 3.690 (14,6 %)
  - Indien/Pakistan 893 (3,5 %)
  - Japan 614 (2,4 %)
  - Korea 1.594 (6,3 %)
  - Philippinen 1.639 (6,5 %)
  - Südsee/Pazifik 108 (4,3 %)
  - Vietnam 1.973 (7,8 %)
  - Andere südostasiatischen Ursprungs 700 (2,8 %)
- „Weiße“ (Caucasian) 6.857 (27,2 %)
- Latino/Chicano (Lateinamerikanischen Ursprungs) 2.749 (11 %)
- Afroamerikaner 1.300 (5,2 %)
- Amerikanische Ureinwohner 104 (0,4 %)
- Unbekannt/Andere 2.478 (9,8 %)

Ausländische Studenten: 1.300 (5,2 %)

## Sport
Die Sportteams der UC Irvine nennen sich die Anteaters (Ameisenbären). Die Universität ist Mitglied der Big West Conference.

## Persönlichkeiten

### Professoren, wissenschaftliche Mitarbeiter und Gastdozenten
- Francisco J. Ayala (1934–2023), – ab 1987, Evolutionsbiologie, Genetiker und Philosoph
- Gregory Benford (* 1941) – Physiker, Astronom und Science-Fiction-Autor (Nebula-Award-Gewinner 1974 und 1980)
- Marjorie C. Caserio (1929–2021) – Professorin für Organische Chemie (1965–1990)
- Dana DeArmond (* 1979) – Gastdozentin, Pornodarstellerin
- Ruth Klüger (1931–2020) – Germanistin, Bestsellerautorin Weiter leben. Eine Jugend
- David B. Malament (* 1947) – Philosoph
- Mario J. Molina (1943–2020) – Nobelpreis Chemie 1995
- Frederick Reines (1918–1998) – Nobelpreis Physik 1995
- Frank Sherwood Rowland (1927–2012) – Nobelpreis Chemie 1995

### Absolventen
- David Benioff (* 1970) – Autor und Drehbuchschreiber
- Michael Chabon (* 1963) – Schriftsteller und Pulitzer-Preisträger
- Roy Fielding (* 1965) – Mitbegründer des Webs
- Richard Ford (* 1944) – Schriftsteller und Pulitzer-Preisträger
- Yusef Komunyakaa (* 1947) – Schriftsteller und Pulitzer-Preisträger
- Greg Louganis (* 1960) – Turmspringer und vierfacher Olympiasieger
- Paul Mockapetris (* 1948) – Erfinder des Domain Name System
- Joseph McGinty Nichol (* 1968) – Filmproduzent und Regisseur
- Bryan Paris (* 1985) – Pokerspieler
- Mike Powell (* 1963) – Leichtathlet (hält den Weltrekord im Weitsprung)
- Michael Ramirez – Cartoonist und Pulitzer-Preisträger
- Ken Rosenberg – Bürgermeister von Mountain View (Santa Clara County, Kalifornien)
- Steve Scott (* 1956) – Leichtathlet